# Stade Abdoulaye-Makoro-Cissoko
Le stade Abdoulaye-Makoro-Cissoko a été construit à Kayes au Mali en janvier 2002, pour l’organisation de la Coupe d'Afrique des nations de football 2002. Il a une capacité de 12 à 15 000 places. 
Il comprend une arène gazonnée et éclairée et d’une piste en latérite de 5 couloirs.